# 南满洲铁道株式会社旧址
南满洲铁道株式会社旧址是南满洲铁道株式会社的本部旧址，位于中华人民共和国辽宁省大连市中山区鲁迅路7号、9号（原東公園町30号），距离中山广场约500米。现为沈阳铁路局大连办事处及大连铁路卫生学校（东后楼）使用。已列为辽宁省文物保护单位。

## 历史
南满洲铁道株式会社简称满铁，于日俄战争后的1906年11月26日成立于日本东京。1907年4月，满铁本社由东京迁移大连，先设于儿玉町（现团结街）原沙俄关东都督府民政部大楼，1909年东公园町（中山区鲁迅路9号）新址落成后迁入，在此长期驻留三十五年后，于1944年2月至11月陆续迁往新京（长春）。1945年日本战败后，满铁停业清算，满铁资产大多被苏联红军接收并拆运回国。

## 建筑
南满洲铁道株式会社建筑群于1909年完成，由五栋建筑串联成一体，以品字形排列。占地面积23400平方米，总建筑面积18300平方米。这五栋建筑属于新古典主义风格，立面对称，水平划分，采用古希腊柱式和三角形山花。
西前楼和东前楼紧邻现鲁迅路，中路缩进。其中西部的三栋楼原为俄国商业学校，始建于1903年，包括西前楼和西后楼，1904年日俄战争后被日本人接收。改为满洲军仓库办公楼，称其为松原馆。1907年移交给满铁后，满铁按原有的风格续建了东部的两栋建筑，由太田毅重新设计，大江组改建施工。1909年完成。五栋建筑整体风格一致，但沙俄所建西前楼，立面科林斯柱式、爱奥尼柱式和三角形山花雕饰精美。日本续建的两栋建筑，体量略小，装饰有所简化。。
其西北角开设了大连满铁旧址陈列馆，始建于2007年5月，为大连铁路系统的爱国主义教育基地。2015年7月，该馆正式成为辽宁省、大连市青少年爱国主义教育基地。。

## 保护
1993年3月10日，满铁旧址公布为第三批大连市文物保护单位。
2014年10月，南满洲铁道株式会社旧址公布为第九批辽宁省文物保护单位，编号9-181。